# Koritnik (planina)
Koritnik (alb. Koritniku) je planina na granici Kosova i Albanije, sjeverozapadno od Šar-planine. Najviši joj je vrh Koritnik (2395 m). Obrasla je bjelogoricom i četinjačama, a iznad 1700 m prevladavaju visokoplaninski pašnjaci. Uz Šar-planinu i Paštrik dio je planina Šarske grupe.